# Florence Foster Jenkins (film)
Florence Foster Jenkins is een Frans-Britse biografische film uit 2016, geregisseerd door Stephen Frears. De film ging op 23 april in première op het Filmfestival van Belfast.

## Verhaal
Florence Foster Jenkins (Meryl Streep) is een rijke dame in New York in de jaren 1930 die een grote passie voor muziek heeft. Haar ambitie is om operazangeres te worden ondanks haar gebrek aan talent. Ze is er zelf van overtuigd een fantastische stem te hebben. Het publiek dat haar gezang aanhoort, waardeert haar meer om het amusement dat zij hun schenkt dan om haar muzikale talent. Critici noemen haar de "slechtst zingende operazangeres ooit" en haar echtgenoot en manager St. Clair Bayfield (Hugh Grant) probeert zijn geliefde echtgenote af te schermen van de waarheid. Wanneer Florence besluit om een groot openbaar optreden in Carnegie Hall te geven, komt hij voor een grote uitdaging te staan.

## Rolverdeling
| Acteur           | Personage               |
| ---------------- | ----------------------- |
| Meryl Streep     | Florence Foster Jenkins |
| Hugh Grant       | St. Clair Bayfield      |
| Simon Helberg    | Cosmé McMoon            |
| Nina Arianda     | Agnes Stark             |
| Rebecca Ferguson | Kathleen Weatherley     |
| John Kavanagh    | Arturo Toscanini        |

## Productie
Op 21 oktober 2014 werd aangekondigd dat Stephen Frears de biografische film over Florence Foster Jenkins zou regisseren. Meryl Streep, Hugh Grant werden gecast voor de hoofdrollen. De filmopnamen gingen van start in mei 2015 in Londen. Er werd ook gefilmd in juni in Hoylake, New Brighton (Wallasey) en Liverpool. De film kreeg overwegend positieve kritieken van de filmcritici met een score van 92% op Rotten Tomatoes en Streep werd al meteen getipt voor de volgende oscarnominaties.